# Ivana Kubešová
Ivana Kubešová (Checoslovaquia, 26 de mayo de 1962) es una atleta checoslovaca retirada especializada en la prueba de 1500 m, en la que consiguió ser subcampeona mundial en pista cubierta en 1991.

## Carrera deportiva
En el Campeonato Mundial de Atletismo en Pista Cubierta de 1987 ganó la medalla de bronce en los 1500 metros, llegando a meta en un tiempo de 4:09.09 segundos, tras la suiza Sandra Gasser y la soviética Svetlana Kitova  (plata con 4:09.01 segundos).
Cuatro años más tarde, en el Campeonato Mundial de Atletismo en Pista Cubierta de 1991 ganó la medalla de plata en la misma prueba, llegando en un tiempo de 4:06.22 segundos, tras la soviética Lyudmila Rogachova y por delante de la rumana Tudorita Chidu (bronce con 4:02.27 segundos).